# Angelo Foley
Pour les articles homonymes, voir Foley.
Angelo Foley est un thérapeute, conférencier et directeur artistique né le 15 juin 1985 à Puteaux, en Hauts-de-Seine, France.

## Enfance
Enfant unique issu d’une famille de danseurs, Angelo Foley commence étudier la guitare classique puis les musiques amplifiées à l'école municipale de musique dans l'Essonne où il vit. Pour pallier l’ennui et le fait de jouer seul, il met son côté touche à tout au service de différentes formations, tantôt guitariste, tantôt batteur, tantôt bassiste, tantôt chanteur. Après plusieurs expériences dans des groupes pop, électro ou rock, il commence à s’intéresser à la production, au mixage, à la prise de sons pour très vite remplacer son salon en home studio avec comme outil central la M.A.O.

## Éducation et premiers pas dans l'industrie musicale
Passionné par la question de la créativité et de l’expression des émotions, Angelo Foley étudie différentes formes artistiques : licence Lettres et Arts à Jussieu de 2002 à 2004, jazz et musiques actuelles 2004-2005 à l'EDIM (Cachan 94), licence Arts du spectacle option Matériau Sonore et Enregistrement à l'université de Marne la Vallée et à l'IRCAM de 2005 à 2007 ainsi qu' une licence de communication à l'Institut supérieur de la communication, de la presse et de l'audiovisuel (ISCPA) de 2006 à 2008. Il poursuit quelques années plus tard en 2016 ses études en psychologie, en énergétique et en coaching à l’institut Cassiopée. 
C’est ainsi que par rebonds et après avoir testé sa créativité au poste de rédacteur en agence de pub, Angelo Foley rencontre Fred Monvoisin et Fabrice Dumont qui lui donneront pendant 4 ans le poste de directeur de la création musicale au sein de la production du label Green United Music (à l’époque Woodkid, The Shoes, Rocky, Sage, Part Company…). Pendant ces quelques années dans cette maison de disques, il se retrouvera au cœur de l’avènement de la musique à l’image, des relations entre artistes et marques, de la transformation du business de la musique vers le streaming, de l’émergence de groupes middle-class qui vivent de la musique comme un job et non comme une carrière.

## La production d'albums
C’est durant cette période en 2013 qu’il rencontre Héloïse Letissier alias Christine and the Queens à la sortie d’un concert de Yanis - qu’il co-produira par la suite. Après quelques essais, elle lui confiera la réalisation de son EP Nuit 17 à 52 (label Because Music). Le titre éponyme se retrouvera aussi sur son album Chaleur humaine. Le succès de l'album offre alors à Angelo Foley un sésame pour sa vocation de producteur. Il signe dans la foulée un contrat d’édition avec Sony ATV en tant que compositeur et réalisateur. 
En 2015, il reçoit un appel de Grand Corps Malade qui lui propose de co-réaliser avec l’artiste français BABX un album inédit dans son concept : Il nous restera ça, comme thème imposé pour les multiples artistes présents sur ce disque (Ben Mazué, Luciole, Charles Aznavour, Hubert-Félix Thiéfaine, Jeanne Cherhal, Richard Bohringer, Erik Orsenna, Fred Pellerin, Lino, Renaud, L.E.J). Un an plus tard, toute l’équipe recevra un disque de platine sur la scène du Trianon. Angelo Foley quitte alors Green United Music pour se consacrer aux artistes et à leur réalisation.
En pleine ascension, il choisit alors de se rapprocher de sa banlieue pour co-composer et réaliser le premier album de son ami d’enfance Marvin Jouno, découvert pour sa pop cinématographique. Intitulé Intérieur Nuit (Un Plan Simple/ Sony), cet album aura pour vocation d’être autant sonore que visuel puisqu’il sortira en 2016 avec son film repeignant en fiction les tableaux du chanteur. 
Le travail d’Angelo Foley commence à être reconnu et l’année se poursuivra de façon très prometteuse puisqu’il recevra le prix du Compositeur de l’année lors du prix de la Création Musicale à l’Hôtel de Ville, organisé par la Chambre Syndicale des Éditeurs de Musique de France. La même année, il sera appelé pour co-composer et produire Héra (Panenka), le deuxième album du rappeur Georgio, hymne à l’amitié, aux femmes et à l’amour. De cette rencontre naîtra une réelle fraternité entre les deux garçons et un premier disque d’or pour le rappeur. 
2017 sera également une année productive. Lié d’amitié avec Fabien Marsaud (Grand Corps Malade), Angelo Foley se verra confier la composition de la musique originale du film Patients, premier long métrage réalisé par le slameur et son acolyte Mehdi Idir. Nommé dans plusieurs catégories aux Césars 2018, Patients sera le film le plus rentable de l’année avec plus de 1,4M d’entrées. En parallèle, Angelo Foley sera sollicité pour réaliser quatre titres sur le nouvel album Neon (label Tôt ou Tard) du duo Cats on Trees. Au même moment, il sera pendant plusieurs mois aux côtés d’un jeune artiste d’une autre banlieue pour co-réaliser avec le duo de producteurs Kyu & Haze, le EP KID (Initial/Universal) d'Eddy de Pretto, propulsé très vite comme artiste révélation de l’année, et dont la collaboration aboutira à cinq titres de l'album Cure, sorti en 2018, disque d'or un mois après sa sortie. 
2017 se termine avec la composition et la réalisation du sixième album de Grand Corps Malade - Plan B,, disque d’or lui aussi seulement 1 mois après sa sortie.
En 2018, Angelo Foley reçoit pour la deuxième fois le prix du Compositeur de l’année.
En 2019, il compose la musique originale du 2e long-métrage de Grand Corps Malade et Medhi Idir La vie Scolaire. En parallèle il compose et co-produit avec Phazz le 4e album de Georgio.

## Balance ta peur
En 2018 il crée le compte Instagram et le podcast Balance ta peur qui célèbre la vulnérabilité de nombreux anonymes. Avec aujourd’hui plus de 60 000 abonné.e.s, cet espace d’expression devient une plateforme dédiée à la connaissance de soi et une voie de liération de nos conditionnements.. La première Session Live a eu lieu au Maif Social Club en Mai, dans le cadre d’une exposition liée à la question du bonheur. Angelo y a donné une conférence auprès d’une centaine de participants autour du sujet : ”L’avenir du développement personnel est dans l’épanouissement collectif ”.
En Octobre 2020, Angelo Foley sort son premier livre chez Albin Michel : "Les 21 peurs qui empêchent d'aimer". À une époque où les injonctions au bonheur, au couple et à la liberté nous paralysent, Angelo Foley plonge à la racine de nos peurs pour mieux nous en libérer. Il en décortique les mécanismes, et propose des exercices permettant de prendre conscience de nos blocages intérieurs. Une ode à la vulnérabilité comme une première étape vers la résilience, et l'amour.
« Ce livre nous permet de reprendre notre plein pouvoir. Celui de choisir ce que nous vivons. Celui de reconnaître que même les expériences les plus douloureuses sont toujours à notre service. » Lili Barbery-Coulon